# Max Grad
Max Grad, eigentlich Maria Magdalena von Haubenschmied, verheiratete Bernthsen (* 30. Juni 1863; † 24. Januar 1927 in München), war eine deutsche Schriftstellerin.

## Leben
Maria Bernthsen war die Tochter Ferdinand von Haubenschmieds, der u. a. Reichsrat und Oberlandesgerichts-Präsident in München war. Sie wuchs in München auf. Am 17. März 1884 heiratete sie den Chemiker August Bernthsen. Aus der Ehe gingen drei Kinder hervor: Elisabeth Wilhelma (1885–1902), Heinrich Ferdinand August (1893–1902) und Walther Theodor Friedrich (1888–1919).
Ab 1896 publizierte Bernthsen unter dem Pseudonym Max Grad, wobei sie den Namen Max wegen ihres Initials M wählte. Die Nutzung eines männlichen Pseudonyms war bei Schriftstellerinnen zu dieser Zeit üblich. Sie selbst sah sich zumindest in den ersten Jahren ihres Schaffens nicht als Schriftstellerin, schließlich hatte sie nur „Skizzen und kurze Novellen“ geschrieben.  Ihre erste Veröffentlichung Der Hans und die Greth erfolgte in der Literaturzeitschrift Jugend. 1899 folgte die Veröffentlichung ihrer ersten Erzählung Der Lattenhofer Sepp.
Ab 1903 wurden ihre Werke überwiegend vom Ehemann Clara Viebigs im Egon Fleischel Verlag verlegt.
Einen Nachruf verfasste Max Crone für die Heidelberger Neueste Nachrichten vom 2. März 1927.

## Veröffentlichungen
- 1897: Conte Gasparo; Gute Nacht, Herr Major!; Die Unbestegbare; Die verrätherische Hammer, Kurze Geschichten, zusammen mit Headon Hill und Ferdinand von Saar, Verlag der Romanwelt, 1987.
- 1898: Gute Nacht, Herr Major, Vita.
- 1899: Der Lattenhofer Sepp (Erzählung), Grunow, Leipzig.
- 1901: Die drei Klimbims, Deutsche Verlags-Anstalt, Stuttgart.
- 1901: Die Overbeck Mädchen (Roman), F. Fontane & Company; (1903: 2. Auflage: Fleischel, Berlin); (1922: 4. und 5. Auflage, Deutsche Verlags-Anstalt, Stuttgart, Berlin, Leipzig)
- 1902: Wenn Früchte reifen, Fleischel, Berlin.
- 1903: Der Mantel der Maria, Fleischel, Berlin.
- 1905: Djayi (Roman), Fleischel, Berlin.
- 1906: Unsere liebe Frau (Roman), Fleischel, Berlin; (1914: 3. Auflage).
- 1907: Der Heigirgl (Roman), Hillger, Berlin, Leipzig.
- 1908: Lebensspiele (Novellen), Fleischel, Berlin.
- 1910: Die Andere (Roman), Grunow, Leipzig; (1910: 3. Auflage).
- 1914: Die ruchlose Claudia nebst Tante Aurelie und andere Geschichten, Fleischel, Berlin.
- 1917: Wenn die Früchte reifen (Novellen), Hillger, Berlin, Leipzig.
- 1919: Die Geige, Hillger, Berlin, Leipzig.
- 1921: Die Geige, zusammen mit Hans Steiger, Hillger, Berlin, Leipzig.

postum
- 1928: Gedichte, Deutsche Verlags-Anstalt, Stuttgart.